# Sacra famiglia (Battistello Caracciolo)
La Sacra famiglia è un dipinto olio su tela eseguito da Giovan Battista Caracciolo e conservato a Cosenza nella galleria nazionale, palazzo Amone, collezione della Banca Carime.

## Storia
L'artista fu uno dei primi seguaci della "scuola" caravaggesca lasciata a Napoli dal Merisi presente in ambiente napoletano per otto mesi dove aveva trovato rifugio dopo essere fuggito da Roma, per i gravi fatti che lo videro protagonista, lasciando un segno importante negli ambienti artisti cittadini, e il Battistello fu un suo attento seguace, tanto da influenzare anche Alonso Rodriguez nel suo periodo di presenza nella città partenopea.
Il dipinto fu descritto per la prima volta dallo storico dell'arte Remigio Marini, nel 1981, indicandolo presente in una collezione privata. L'attribuzione fu confermata poi dal Monti e dalla Mattucci nel 1986 e da Leone il quale sostenne di identificare nella tela anche presenza di tratti del periodo toscano del pittore. Difficile però identificare in quale periodo fu eseguito il dipinto essendo molto ricca la produzione artistica del Caracciolo, forse il più rappresentativo del Seicento partenopeo. Il dipinto non fu però inserito nella mostra dedicata all'artista nel 1991 ma fu oggetto di studio nel 2000 con una pubblicazione che riterrebbe il dipinto eseguito entro il 1610, avendo assonanze con l'Immacolata concezione per la chiesa di Santa Maria della Stella, mentre il Bambino presenta assonanze con quello del dipinto Madonna del Bambino con Giovannino conservato al Museo nazionale di San Martino di Napoli.

## Descrizione
Le tre immagini sacre, composte da Maria, Gesù e Giuseppe, raffigurate nell'intimità di un attimo, sono rappresentate su fondo scuro, appaiono quasi scolpite dalla luce intensa che proviene da sinistra.

La Madonna occupa quasi la metà della tela, ed è volta a tre quarti inserendosi in un ipotetico triangolo con l'ipotenusa che è la diagonale esatta del dipinto. La donna trattiene con il braccio destro il Bambino benedicente, mentre con la sinistra tiene la corrispondente mano del Figlio. Il suo sguardo si distacca da questo triangolo perfetto; il suo capo è leggermente inclinato e lo sguardo volto oltre la tela, verso l'osservatore, quasi a renderlo partecipe della sacralità della famiglia. Questo porta a un altro lavoro del Caracciolo: Lot e le figlie (1625), il dipinto, infatti, riscontra molti punti di assonanza nella raffigurazione femminile di Lot che si pone nel medesimo atteggiamento. Questo porterebbe a ritenere questo dipinto potrebbe essere stato eseguito nel medesimo tempo.

San Giuseppe, raffigurato con il volto di un vecchio contadino illuminato dalla luce proveniente da sinistra, è posto sul lato destro della tela in posizione piuttosto contratta.
Il dipinto è privo di ogni riferimento compositivo; anche il piano dove poggiano le figure è inserito nel buio della raffigurazione, dove appaiono solo i piedi del Bambino e di san Giuseppe che indicano il punto di partenza dei personaggi. L'unico punto di colore oltre il pallore degli incarnati, è il mantello di san Giuseppe il cui rosso cupo con le ombre nere, si ripete sulla veste della Vergine che appare negli avambracci che trattengono il Bambino il quale è raffigurato completamente nudo, con le gambe intrecciate i cui piedi poggiano su di un ipotetico piano d'appoggio, in atteggiamento benedicente con la mano destra, mentre la sinistra poggia sul grembo materno definendolo nei suoi contorni, essendo completamente inserito nel buio del dipinto.